# Javier Portales
Javier Portales (nombre artístico de Miguel Ángel Álvarez) (Tancacha, Córdoba; 21 de abril de 1937 - Buenos Aires; 14 de octubre de 2003) fue un actor, humorista, autor y director de teatro argentino de vasta trayectoria.

## Biografía
Empezó a trabajar de muy joven en teatro, luego ingresó en televisión donde protagonizó una obra que trata sobre las desventuras de un grupo de jóvenes en la época escolar, Quinto año nacional, de Abel Santa Cruz; junto a Santiago Gómez Cou y Julio de Grazia. Pero fue en el año 1964 cuando hizo un giro importante en su carrera cuando ingresó en el programa Operación Ja-Já donde se integró a la mesa de notables compuesta por Fidel Pintos, Juan Carlos Altavista (Minguito), Adolfo García Grau y Jorge Porcel. En el mismo programa conoció a quien sería su compañero entrañable en la televisión, Alberto Olmedo, con quién realizaría el recordado sketch Borges y Álvarez en el programa No toca botón, a mediados de los '80.
Portales y Olmedo junto a Jorge Porcel protagonizaron una serie de éxitos tanto en el cine como en los shows humorísticos musicales que hicieron en televisión durante las décadas del '70 y '80. 
Durante la década de 1970 realizó varias películas junto al grupo musical Los Parchís en la que el papel de su representante.
Portales se consagró definitivamente durante la década del '90 en telecomedias de tono familiar como Son de Diez y Un hermano es un hermano (en esta última junto a Guillermo Francella).
En 1999 recibió el Premio Podestá otorgado por su afiliación de varias décadas con la Asociación Argentina de Actores.

## Últimos años
En sus últimos años sufrió un marcado deterioro en su salud, hasta el punto de quedar postrado en una silla de ruedas. Falleció a la edad de 66 años el 14 de octubre de 2003 en Buenos Aires. Sus restos descansan en el panteón de la Asociación Argentina de Actores del Cementerio de la Chacarita.

## Teatro
- Manual para maridos engañados
- Mataron a un taxista
- Los verdes están el Maipo
- Aleluya Buenos Aires
- Esta sí te va a gustar
- La nona
- Segundo Tiempo junto a María Rosa Fugazot y Olga Berg
- Romeo, Julieta y el tango
- Buenos Aires canta al mundo
- La revista de las Superestrellas - Teatro Metropolitan - con Alberto Olmedo, Moria Casán, Jorge Porcel y Susana Giménez
- No rompan las Olas con Alberto Olmedo, Moria Casán, Jorge Porcel y Susana Giménez
- Un hombre es un hombre
- La sartén por el mango
- El casamiento de Laucha
- En la mentira
- Adriano Vil
- Navidad con los Cupiello
- Malos hábitos
- Pijamas con Guillermo Francella
- Éramos tan Pobres junto a Alberto Olmedo
- Se vino el 2000 con Santiago Bal y María Rosa Fugazot

## Televisión
- 1958: Su teatro de las 22
- 1962: Teleteatro Odol
- 1964: Dos gotas de agua
- 1966-1970: Domingos de mi ciudad
- 1967: Operación Ja-Já
- 1967: Burbuja
- 1969: El botón
- 1969-1970: Domingos de teatro cómico
- 1970: El chaleco
- 1970: Alta comedia
- 1971: La supernoche
- 1971: Locos de verano
- 1972: Polémica en el bar
- 1973: Platea ¨7
- 1974: Teatro para sonreír
- 1977: De profesión abuelo
- 1980: Alberto y Susana
- 1983: Mesa de Noticias
- 1984: Lo viste a Porcel?
- 1985: Recreo 11
- 1987: No toca botón
- 1988: Las gatitas y ratones de Porcel
- 1988: Shopping Center
- 1989: Vamos Mingo Todavía (Tevedos)
- 1990: La bonita página
- 1990: El Club de los Ejecutivos
- 1992: Son de diez
- 1994: Un hermano es un hermano
- 1997: Polémica en el bar
- 2002: Poné a Francella (invitado especial)

## Cine
- 1957: Reencuentro con la gloria
- 1958: Una cita con la vida
- 1958: La procesión
- 1961: El centroforward murió al amanecer
- 1961: Tres veces Ana
- 1961: Quinto año nacional
- 1962: Una jaula no tiene secretos
- 1964: Canuto Cañete y los 40 ladrones
- 1964: Dos quijotes sobre ruedas
- 1964: Ritmo nuevo, vieja ola
- 1965: Fiebre de primavera
- 1966: Del brazo y por la calle
- 1966: Mi primera novia
- 1967: ¡Esto es alegría!
- 1967: El glotón
- 1967: La boutique
- 1967: Coche cama, alojamiento
- 1967: Flor de piolas
- 1968: Un muchacho como yo
- 1968: Che, OVNI
- 1968: Operación San Antonio
- 1968: El gran robo
- 1968: Somos los mejores
- 1969: El bulín
- 1969: Los debutantes en el amor
- 1970: El hombre del año
- 1970: Los muchachos de mi barrio
- 1970: La fidelidad
- 1972: Todos los pecados del mundo
- 1973: El mundo que inventamos
- 1973: Los caballeros de la cama redonda
- 1973: Los doctores las prefieren desnudas
- 1974: Hay que romper la rutina
- 1974: Los vampiros los prefieren gorditos
- 1974: Minguito Tinguitela Papá
- 1975: Maridos en vacaciones
- 1975: No hay que aflojarle a la vida
- 1976: La guerra de los sostenes
- 1976: La noche del hurto
- 1976: El gordo de América
- 1976: ¿Qué es el otoño?
- 1977: Un toque diferente
- 1977: Las turistas quieren guerra
- 1978: El tío Disparate
- 1978: Fotógrafo de señoras
- 1978: La mamá de la novia
- 1978: Con mi mujer no puedo
- 1979: Custodio de señoras
- 1979: Las locuras del profesor
- 1979: Las muñecas que hacen ¡Pum!
- 1979: Cantaniño cuenta un cuento
- 1980: Operación Comando
- 1980: ¡Que linda es mi familia!
- 1980: La noche viene movida
- 1981: Venido a menos
- 1981: Un terceto peculiar
- 1981: Te rompo el rating
- 1981: Los Parchís contra el inventor invisible
- 1981: Las mujeres son cosa de guapos
- 1981: La magia de los Parchís
- 1983: Los fierecillos se divierten
- 1982: Los fierecillos indomables
- 1982: Las aventuras de los Parchís
- 1983: Se acabó el curro
- 1983: Los reyes del sablazo
- 1985: El caso Matías
- 1985: El telo y la tele
- 1986: Los colimbas se divierten
- 1986: Rambito y Rambón, primera misión
- 1987: El manosanta está cargado
- 1987: Chorros
- 1987: Los colimbas al ataque
- 1988: Las locuras del extraterrestre
- 1991: Tango desnudo
- 1992: Sex Humor

## Discografía
- 1973: "Los chistes que Alberto Olmedo y Javier Portales no pueden contar en televisión" - Junto a Alberto Olmedo - MICROFON ARGENTINA S.R.L.